# Промисловий район
Промисло́вий райо́н або промисло́вий регіо́н або промислова зона (англ. industrial area, region, province, district, field, so on; mainly—  industrial region), за означенням перетинається із промзона — територія з чітко означеною індустріально-виробничою спеціалізацією. Промислові райони (території) звичайно складаються стихійно (на погляд спостерігача, але за законами урбаністики), хоч є спроби регулювання їх розвитку, тож іноді формуються планомірно (приклад —Українськ). В будь-якому випадку промислові регіони формуються під впливом вже існуючої індустрії, територіального поділу праці, родовищ корисних копалин, наявного населення та його кваліфікації тощо. Промислові райони спеціалізуються на характерних для кожного з них галузях, для розвитку яких є всі основні ресурси і можливості, що дає змогу випускати продукцію з меншими затратами засобів виробництва і праці, ніж в інших регіонах.